# Wang Danfeng

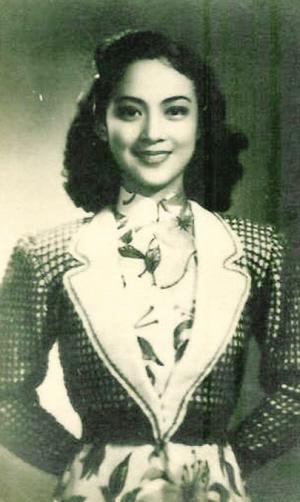
Wang Danfeng (1950er-Jahre)

Wang Danfeng (chinesisch 王丹凤; eigentlich Wang Yufeng; * 23. August 1924 in Shanghai; † 2. Mai 2018 ebenda) war eine chinesische Schauspielerin, die ihre größten Erfolge zwischen den 1940er und 1960er Jahren hatte. In ihrer mehr als vier Jahrzehnte umfassenden Laufbahn wirkte sie in mehr als sechzig Filmen mit. Wang Danfeng zählte zu den populärsten chinesischen Schauspielerinnen ihrer Zeit.

## Leben

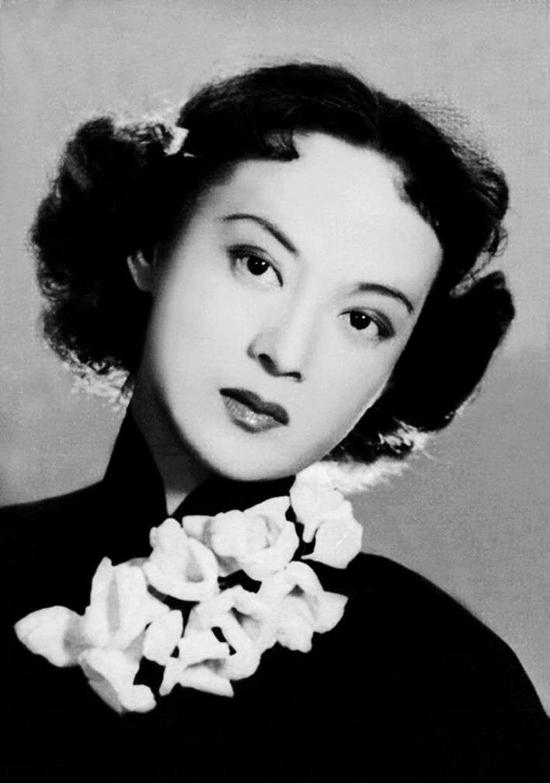
Wang Danfeng in den 1940er-Jahren

Wang Danfeng wurde 1924 als Wang Yufeng in Shanghai geboren. Noch während ihrer Schulzeit wurde die damals sechzehnjährige vom Filmregisseur Zhu Shilin entdeckt und gab 1941 ihr Filmdebüt. Bereits 1942 spielte Wang Danfeng ihre ersten Hauptrollen. In den folgenden Jahren wirkte sie in zwei Dutzend Filmen mit und wurde so zu einem der populärsten Stars ihres Landes. Zu Danfengs bekanntesten Rollen zählte die der Xue Baochai in der 1945 erschienenen Literaturverfilmung Hong lou meng, die auf Cao Xueqins Der Traum der Roten Kammer basiert. In dem von Bu Wancang produzierten Film spielte neben Wang Danfeng mit Zhou Xuan eine weitere Filmikone Chinas mit.
Nach Gründung der Volksrepublik China im Jahr 1949 drehte Wang Danfeng ab 1952 bis zur Kulturrevolution zehn Filme für das neugegründete Shanghai Film Studio. Unter anderem war sie 1957 als Minfeng in Das Haus des Mandarins zu sehen. 1963 verkörperte Danfeng die Musikerin Li Xiangjun (1624–1654) in der Verfilmung des 1699 verfassten Historiendramas The Peach Blossom Fan (桃花扇).
Nach Beginn der Kulturrevolution wurde Wang Danfeng zusammen mit anderen Filmschaffenden zur Zwangsarbeit auf dem Lande verurteilt und konnte fünfzehn Jahre lang keine Filme drehen. Im Gegensatz zu vielen ihrer Kolleginnen überlebte Danfeng diese Zeit und versuchte ab 1978 ein Comeback als Schauspielerin zu starten. Dies blieb jedoch ohne größeren Erfolg. 1980 beendete sie ihre Filmkarriere endgültig.
1985 nahm Wang Danfeng auf Einladung an den Feierlichkeiten zu Ronald Reagans zweiter Amtszeit teil. Ende der 1980er-Jahre zog sie nach Hongkong, wo sie gemeinsam mit ihrem Mann bis zu ihrem 80. Lebensjahr ein Restaurant betrieb. Anschließend zog das Paar wieder nach Shanghai.
Für ihre schauspielerische Leistung wurde Wang Danfeng in ihren späteren Lebensjahren mehrfach geehrt. So erhielt sie 2013 den Golden Phoenix Award für ihr Lebenswerk von der China Film Performance Art Academy. Einen weiteren Preis für ihr Lebenswerk erhielt sie 2017 beim Internationalen Filmfestival Shanghai.
Wang Danfeng war seit 1951 mit Liu Heqing verheiratet. Die Ehe hielt bis zu dessen Tod im Jahr 2016. Das Paar bekam vier gemeinsame Kinder. Wang Danfeng starb im Mai 2018 im Alter von 93 Jahren (94 Jahre in der Ostasiatischen Altersrechnung) im Huadong Hospital in Shanghai.

## Filmografie (Auswahl)
- 1944: Noroshi wa Shanghai ni agaru
- 1945: Hong lou meng
- 1947: Zhong shen da shi
- 1949: Jin xiu tian tang
- 1951: Cai feng shuang fei
- 1952: Fang mao zi
- 1956: Hushi riji
- 1957: Das Haus des Mandarins (Jia)
- 1960: Xiang yang hua kai
- 1962: Nü li Fa Shi
- 1963: The Peach Blossom Fan
- 1974: Wei jun chou
- 1978: Er zi, sun zi he zhong zi